# Motionsgymnastik

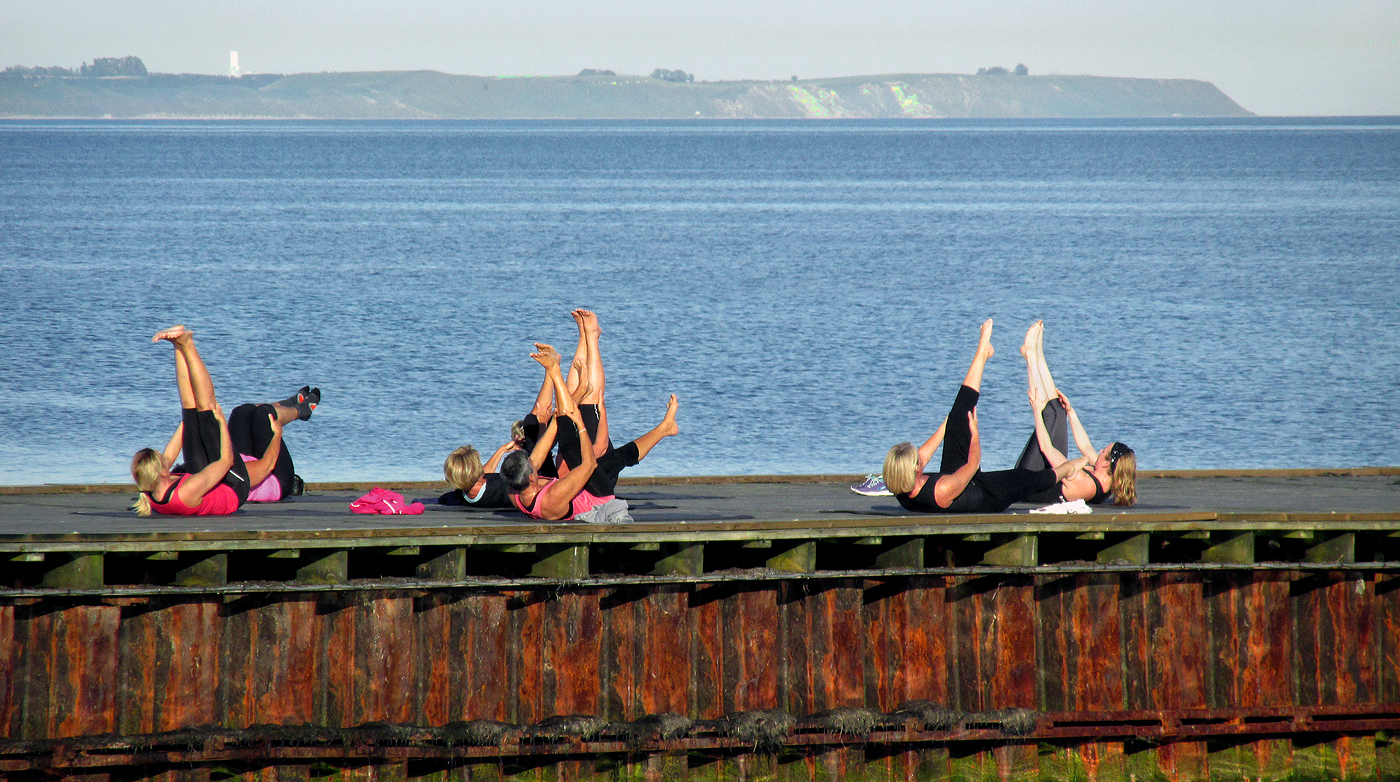
Motionsgymnastik vid Ystad Saltsjöbad 2014.

Motionsgymnastik, ofta kallat gympa , "jumpa" eller jympa, är en form av gymnastik som utförs som motionsidrott snarare än som en tävlingsgren. Motionsgymnastik innehåller oftast en blandning av inslag som syftar till att träna styrka, uthållighet, rörlighet och koordination. Motionsgymnastik kan utföras såväl inomhus som utomhus och utförs vanligtvis i grupp efter instruktioner från en instruktör som förevisar övningarna. Oftast till musik.
Motionsgymnastik utövas dels för att uppnå allmänt bättre kondition, hälsa och välbefinnande, och dels som komplettering till fokuserad träning i andra idrotter i syfte att uppnå en mer allsidig träning. Ett visst inslag av motionsgymnastik förekommer också i skolgymnastiken.
Svensk gymnastiks fader var GCI-grundaren Pehr Henrik Ling. GCI:s gymnastikdirektörer kom att spela stor roll för europeisk gymnastikutövning och svensk gymnastik blev en stor kulturexport under tidigt 1900-tal. Gymnastikdirektören Sigge Bergman från GCI var den förste i Sverige att ackompanjera gymnastiska övningar och uppvisningar med musik, vilket idag är standard för den allra mesta motionsgymnastiken.